# Hong Kong Open 1997
L'Hong Kong Open 1997  è stato un torneo di tennis giocato sul cemento. È stata la 22ª edizione dell'Hong Kong Open, che fa parte della categoria World Series nell'ambito dell'ATP Tour 1997. Il torneo si è giocato a Hong Kong in Cina, dal 7 al 13 aprile 1997.

## Campioni

### Singolare maschile
Michael Chang ha battuto in finale  Pat Rafter con il punteggio di 6–3, 6–3

### Doppio maschile
Martin Damm /  Daniel Vacek hanno battuto in finale  Karsten Braasch /  Jeff Tarango con il punteggio di 6–3, 6–4